# یانیک‌لی (آرتوین)
یانیک‌لی (به ترکی استانبولی: Yanıklı) یک منطقهٔ مسکونی در ترکیه است که در آرتوین واقع شده‌است. یانیک‌لی ۴۰۶ نفر جمعیت دارد.